# Grand Prix San Sebastián 1926
Grand Prix San Sebastián 1926 (oryg. IV Gran Premio de San Sebastián) oraz Grand Prix Europy 1926 (oryg. IV Grand Prix d'Europe) – jeden z wyścigów Grand Prix rozegranych w 1926 oraz trzecia eliminacja Mistrzostw Świata Konstruktorów AIACR.

## Lista startowa
| Nr | Kierowca          | Zespół | Samochód    | Silnik |   |
| -- | ----------------- | ------ | ----------- | ------ | - |
| 2  | Jules Goux        |        | Bugatti 39A |        | ? |
| 7  | Edmond Bourlier   |        | Delage 155B |        | ? |
| 7  | Robert Sénéchal   |        | Delage 155B |        | ? |
| 10 | Meo Costantini    |        | Bugatti 39A |        | ? |
| 15 | Robert Benoist    |        | Delage 155B |        | ? |
| 18 | Ferdinando Minoia |        | Bugatti 39A |        | ? |
| 18 | Robert Sénéchal   |        | Bugatti 39A |        | ? |
| 21 | André Morel       |        | Delage 155B |        | ? |
| 21 | Louis Wagner      |        | Delage 155B |        | ? |
| 21 | Edmond Bourlier   |        | Delage 155B |        | ? |
| Nr | Kierowca          | Zespół | Samochód    | Silnik |   |

## Wyniki

### Wyścig

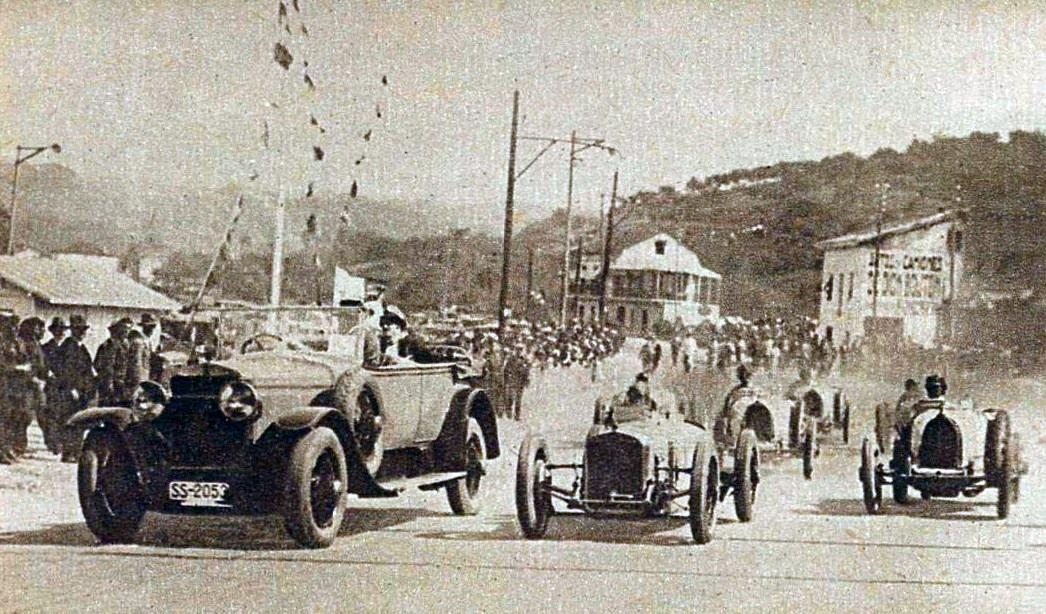
Start wyścigu

Źródło: formula1results.co.za
| P                 | + / –     | Nr | Kierowca                                 | Konstruktor | Okr. | Czas / Strata | Komentarz              |
| ----------------- | --------- | -- | ---------------------------------------- | ----------- | ---- | ------------- | ---------------------- |
| 1                 | Bez zmian | 2  | Jules Goux                               | Bugatti     | 45   | 6:51:52       |                        |
| 2                 | 4         | 7  | Edmond Bourlier Robert Sénéchal          | Delage      | 45   | +7:50         | Samochód współdzielony |
| 3                 | 2         | 10 | Meo Costantini                           | Bugatti     | 45   | +36:26        |                        |
| 4                 | 1         | 21 | André Morel Louis Wagner Edmond Bourlier | Delage      | 40   | +5 okr        | Samochód współdzielony |
| 5                 | 1         | 18 | Ferdinando Minoia Robert Sénéchal        | Bugatti     | 40   | +5 okr        | Samochód współdzielony |
| Niesklasyfikowani |           |    |                                          |             |      |               |                        |
|                   |           | 15 | Robert Benoist                           | Delage      | 30   | +15 okr       |                        |
| P                 | + / –     | Nr | Kierowca                                 | Konstruktor | Okr. | Czas / Strata | Komentarz              |

### Najszybsze okrążenie
Źródło: teamdan.com
| Nr | Kierowca     | Konstruktor | Czas   | Okr. |
| -- | ------------ | ----------- | ------ | ---- |
| 21 | Louis Wagner | Delage      | 8:53,5 |      |